# Ngụy Thị Khanh
Ngụy Thị Khanh (sinh năm 1976) là giám đốc điều hành, đồng thời là người sáng lập Trung tâm Phát triển và Sáng tạo Xanh (GreenID) tại Việt Nam. Bà Khanh cũng là điều phối viên vận động cho Mạng lưới Sông ngòi Việt Nam (VRN). Năm 2018, bà Khánh đã giành được Giải thưởng Môi trường Goldman nhờ công việc của bà ấy cùng các cơ quan chính phủ Việt Nam phát triển các chiến lược năng lượng bền vững dài hạn nhằm giảm sự phụ thuộc vào điện than.

## Tiểu sử
Khanh sinh năm 1976 tại Bắc Am, tỉnh Bắc Giang. Bà tốt nghiệp Học viện Quan hệ Quốc tế tại Hà Nội. Kể từ năm 2008, bà là điều phối viên của các nỗ lực vận động chính sách của Mạng lưới Sông ngòi Việt Nam (VRN), nơi ban đầu bà làm việc để hạn chế ô nhiễm nước do hoạt động khai thác, sau đó mở rộng trọng tâm bao gồm các nguồn ô nhiễm khác và chính sách năng lượng chiến lược. Bà là quan sát viên chính thức của Việt Nam tại Hội nghị về Biến đổi khí hậu của Liên hợp quốc năm 2015.
Bà Ngụy Thị Khanh là giám đốc của trung tâm GreenID và Công ty cổ phần Sáng tạo Xanh Việt Nam, gọi tắt là GREEN IN. Hai tổ chức của bà hoạt động trong lĩnh vực môi trường để đưa ra các giải pháp về nước sạch, năng lượng sạch và không khí sạch.

## Phạm pháp
Ngày 9/2/2022, Công an thành phố Hà Nội đã ra quyết định khởi tố và bắt tạm giam bà Ngụy Thị Khanh về hành vi trốn thuế, quy định tại điều 200 Bộ luật hình sự.
Trong phiên tòa ngày 17/6, bà Khanh bị tuyên án hai năm tù với cáo buộc "trốn thuế". Cáo trạng của nhà chức trách Việt Nam nói rằng bà Khanh đã không nộp thuế số tiền hơn 456 triệu đồng từ giải thưởng 200.000 đô la Mỹ, tương đương hơn 4,5 tỷ đồng, mà bà được Quỹ môi trường Goldman trao cùng giải Goldman Environmental Prize hồi năm 2018. Bà được trao giải thưởng vì có những thành tích hoạt động nhằm cắt giảm khí thải carbon ở Việt Nam.
Sau 16 tháng bị giam, Bà Khanh được cho ra tù trước thời hạn ở Việt Nam hôm 12/5/2023.

### Nghi vấn
Trước khi bị bắt và phạt tù, bà Khanh đã lên tiếng phản đối kế hoạch gia tăng điện than để cung cấp nhiên liệu cho phát triển kinh tế của đất nước. Việc truy tố bà Khanh, cũng như những nhà hoạt động khác, làm dấy lên nghi ngờ về cam kết cắt giảm than của Thủ tướng Phạm Minh Chính.

### Phản ứng

#### Quốc gia
Ngày 19/6, Bộ Ngoại giao Hoa Kỳ cho hay họ 'vô cùng lo ngại' trước bản án ngày 17/6 của Việt Nam đối với nhà hoạt động và bảo vệ môi trường Nguy Thị Khanh.
Vương quốc Anh hôm 21/6 lên tiếng bày tỏ quan ngại về mức án tù dành cho nhà hoạt động môi trường Ngụy Thị Khanh, theo bài đăng trên Facebook từ Đại sứ quán Anh tại Hà Nội. Vương quốc Anh cũng bày tỏ quan ngại về việc không gian dành cho các tổ chức xã hội dân sự tại Việt Nam nêu ý kiến và đóng góp cho các vấn đề quan trọng như biến đổi khí hậu đang bị hạn chế.
Trên trang Facebook của Tòa đại sứ Thụy Sĩ ở Việt Nam viết ngày 22/6, Thuy Sĩ cũng lên tiếng "bày tỏ quan ngại sâu sắc trước bản án 2 năm tù" và kêu gọi "trả tự do ngay lập tức cho bà Khanh" và "các nhà hoạt động môi trường khác, như ông Đặng Đình Bách, người cũng đã bị kết án trong quá trình vận động bảo vệ môi trường và giảm thiểu tác động của biến đổi khí hậu."
Trên trang Facebook chính thức của Tổng lãnh sự quán Canada tại Thành phố Hồ Chí Minh, Canada hôm 22/6 cũng kêu gọi trả tự do cho bà Khanh.

#### Tổ chức
Ngày 20/6, Mạng lưới Hành động Khí hậu (CAN) đã lên án việc Việt Nam kết án, bỏ tù 'nhà hoạt động 'chống than' Ngụy Thị Khanh. CAN kêu gọi trả tự do ngay lập tức cho bà và tất cả các nhà hoạt động xã hội dân sự khác bị chính quyền Việt Nam giam giữ.
Michael Sutton, giám đốc điều hành Giải thưởng Môi trường Goldman, kêu gọi Việt Nam trả tự do cho bà Khanh, cho rằng: "Chúng tôi tin rằng các cáo buộc pháp lý chống lại bà ấy là một phần trong nỗ lực rộng lớn hơn nhằm bịt miệng các nhà lãnh đạo môi trường ở Việt Nam."

#### Cá nhân
Trong một bức thư được công bố hôm thứ Tư (14/9/2022), 52 người được trao Giải thưởng Môi trường Goldman đã kêu gọi Hội đồng Nhân quyền Liên Hợp Quốc (UNHRC) bác đơn của Việt Nam ứng cử làm thành viên của hội đồng vì lý do nước này đàn áp các nhà hoạt động về khí hậu. Bức thư có nêu lên những lo ngại về bản án hai năm tù đối với một trong những người ủng hộ môi trường nổi tiếng nhất của Việt Nam, bà Ngụy Thị Khanh.

### Các vụ việc tương tự
Hồi tháng 1, ông Đặng Đình Bách, giám đốc Trung tâm Nghiên cứu Pháp luật và Chính sách Phát triển Bền vững (LPSD), bị tuyên án năm năm tù về tội "trốn thuế". Cùng lúc, nhà báo tự do Mai Phan Lợi, quản lý Trung tâm Truyền thông Giáo dục Cộng đồng, bị tuyên án bốn năm tù với cùng tội danh.

## Trung tâm phát triển sáng tạo xanh
Trung tâm phát triển sáng tạo xanh GreenID được thành lập năm 2011. Đây là một tổ chức khoa học và công nghệ. Trung tâm này chuyên nghiên cứu, cung cấp các giải pháp năng lượng bền vững cho cộng đồng và tích cực tham gia tư vấn, góp ý về các lĩnh vực quy hoạch năng lượng, năng lượng tái tạo, biến đổi khí hậu, giảm sử dụng năng lượng hóa thạch và cung cấp nước sạch.